# Classique des Alpes 1994
La Classique des Alpes 1994, quarta edizione della corsa e valida come evento UCI categoria 1.2, si svolse il 21 maggio 1994, per un percorso totale di 201 km. Fu vinta dal colombiano Oliverio Rincón che giunse al traguardo con il tempo di 5h48'59" alla media di 34,558 km/h.

## Ordine d'arrivo (Top 10)
| Pos. | Corridore              | Squadra     | Tempo    |
| ---- | ---------------------- | ----------- | -------- |
| 1    | Oliverio Rincón        | Once        | 5h48'59" |
| 2    | Laurent Roux           | Castorama   | a 49"    |
| 3    | Ronan Pensec           | Novemail    | a 4'15"  |
| 4    | Ignacio Garcia Camacho | Kelme       | s.t.     |
| 5    | Richard Virenque       | Festina     | a 5'30"  |
| 6    | Peter Meinert-Nielsen  | TVM         | a 5'35"  |
| 7    | Laurent Dufaux         | Once        | s.t.     |
| 8    | Éric Caritoux          | Chazal      | s.t.     |
| 9    | Dieter Runkel          | Wordperfect | a 7'45"  |
| 10   | Bart Voskamp           | TVM         | a 8'35"  |